# Diócesis de Ross (Escocia)
La diócesis de Ross, de Rosemarkie o de Fortrose (en latín: Dioecesis Rossmarkensis o Rossensis y en inglés: Diocese of Mortlach) fue una circunscripción eclesiástica de la Iglesia católica en Reino Unido. Se trataba de una diócesis latina, sufragánea de la arquidiócesis de San Andrés. Fue suprimida el 16 de diciembre de 1592 y restaurada como diócesis titular de Rosemarkie o de Rossmarkaeum en 1973. Desde el 28 de diciembre de 2005 su obispo titular es Paul Joseph Hendricks.

## Territorio y organización
La diócesis extendía su jurisdicción sobre los fieles católicos de rito latino residentes en parte de Escocia, comprendiendo Ross-shire, y en ese momento también incluía Cromartyshire. 
La sede de la diócesis se encontraba inicialmente en Rosemarkie, pero 1236 fue trasladada a Fortrose, en donde se hallaba la Catedral de San Pedro, que desde 1560 a 1572 fue usada por la Iglesia de Escocia y luego fue abandonada.
La investigación histórica ha reconstruido la lista de sus 37 parroquias: Alness, Altyre (Kilmorack), Applecross, Ardersier (exclave in Moray), Avoch, Contin, Cromarty, Cullicudden, Dingwall, Edderton, Eddyrdor (Killearnan), Fodderty, Fortrose, Gairloch, Inveraferan (Urray), Kilmoremethet (Kilmuir Easter), Kilmuir Wester, Kiltearn, Kincardine, Kinnettes, Kintail, Kirkmichael, Lemlair, Lochalsh, Lochbroom, Lochcarron, Logiebride (Logie Wester), Logiemethet (Logie Easter), Nigg, Nonikiln/Newnakle (Rosskeen), Rosemarkie, Rosskeen, Suddie, Tain, Tarbat, Tarradale (Kilchrist) y Urquhart.

## Historia
La diócesis de Ross fue erigida en las primeras décadas del siglo XII durante el reinado de David I. El primer obispo conocido es Macbeth, quien firmó en un documento de 1131 con la expresión Ego Makbeth Rosmarkensis episcopus.
Hasta mediados del siglo XIII la sede episcopal fue la ciudad de Rosemarkie. La sede se trasladó posteriormente a Fortrose.
En el siglo XII la diócesis se llamaba Rosemarkie, pero más tarde adoptó comúnmente el nombre de Ross porque cubría casi la totalidad del antiguo condado de Ross (hoy llamado Ross-shire).
Desde su fundación la diócesis estuvo inmediatamente sujeta a la Santa Sede. El 17 de agosto de 1472 pasó a formar parte de la provincia eclesiástica de la arquidiócesis de San Andrés.
El último obispo católico de Ross fue John Lesley, fue encarcelado en 1579 y 1590 y tuvo que comprar su libertad. En 1592 fue trasladado a Coutances y murió en 1596: la ubicación remota de la sede de hecho retrasó la llegada de la Reforma escocesa por algunas décadas. Fue sucedido en 1600 por David Lindsay, quien rompió la comunión con la Santa Sede. La diócesis episcopaliana de Ross fue suprimida en 1688 y la catedral de Fortrose cayó en ruinas.

### Diócesis titular
Desde 1973 Ross figura entre las sedes episcopales titulares de la Iglesia católica como diócesis de Rosemarkie o de Rossmarkaeum. Desde el 28 de diciembre de 2005 el obispo titular es Paul Joseph Hendricks, obispo auxiliar de la arquidiócesis de Southwark.

## Episcopologio
- Macbeth † (mencionado en 1131)
- Simeon † (mencionado en 1150)
- Gregory † (1161)
- Reginald † (1195-1213 falleció)
- Andrew Murray † (1213-?)
- Robert I † (1214-1227)

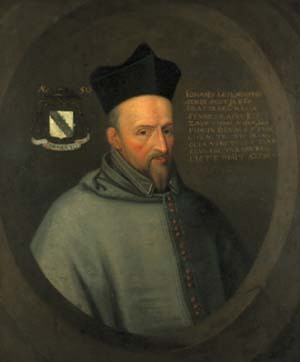
John Lesley, último obispo católico de Ross

- San Duthac † (circa 1230-8 de marzo de 1249 falleció)
- Robert II † (1269-?)
- Matthew † (28 de diciembre de 1272-1274 falleció)
- Robert de Fifyne † (8 de abril de 1275-?)
- Thomas de Dundumore † (18 de noviembre de 1295-? falleció)
- Roger † (17 de abril de 1325-? renunció)
- Alexander Steward † (3 de noviembre de 1350-circa 1370 falleció)
- Alexander Kylquhous † (9 de mayo de 1371-? falleció)
- Alexander † (17 de agosto de 1398-? falleció)
- Griffin † (14 de febrero de 1414-? falleció)
- John Bullock † (10 de marzo de 1418-1439 falleció)
- Thomas de Tullach † (26 de septiembre de 1440-? falleció)
- John Shipton, O.Cist. † (1 de octubre de 1464-? falleció)
- William Elphinstone † (3 de agosto de 1481-19 de marzo de 1483 nombrado obispo de Aberdeen)
- Thomas Hay † (16 de mayo de 1483-?)
- John Guthrie † (11 de abril de 1492-? falleció)
- John Frisel † (14 de marzo de 1498-5 de febrero de 1507 falleció)
- Robert Cockburn † (9 de julio de 1507-27 de abril de 1524 nombrado obispo de Dunkeld)
- James Hay † (27 de abril de 1524-después de abril de 1538 falleció)
- Robert Cairncross, O.S.A. † (14 de abril de 1539-30 de noviembre de 1545 falleció)
- David Paniter † (28 de noviembre de 1547-1 de octubre de 1568 falleció)
- Henry Sinclair † (2 de junio de 1561-2 de enero de 1565 falleció)
- John Lesley † (22 de abril de 1575-16 de diciembre de 1592 nombrado obispo de Coutances)

### Obispos titulares
- Louis-de-Gonzague Langevin, M. Afr. † (9 de agosto de 1974-14 de julio de 1979 nombrado obispo de Saint-Hyacinthe)
- Marcel André Joseph Gervais † (19 de abril de 1980-3 de mayo de 1985 nombrado obispo de Sault Sainte Marie)
- Donald William Wuerl (30 de noviembre de 1985-11 de febrero de 1988 nombrado obispo de Pittsburgh)
- William George Curlin † (2 de noviembre de 1988-22 de febrero de 1994 nombrado obispo de Charlotte)
- Paul Joseph Hendricks, desde el 28 de diciembre de 2005